# 小説新潮賞
小説新潮賞（しょうせつしんちょうしょう）は、新潮社が1954年に新潮社四大文学賞のひとつとして設けた公募新人文学賞である。規定枚数は50枚以内。受賞者には記念品と副賞10万円が授与された。

## 受賞作
- 第1回（1955年） - 上坂高生 「みち潮」
- 第2回（1956年） - 村上尋 「大川図会」
- 第3回（1957年） - 豊永寿人 「遠い翼」
- 第4回（1958年） - 小田武雄 「舟形光背」
- 第5回（1959年） - 妻屋大助 「焼残反故」
- 第6回（1960年） - 該当作なし
- 第7回（1961年） - 名和和男 「自爆」
- 第8回（1962年） - 由起しげ子 『沢夫人の貞節』
- 第9回（1963年） - 藤原審爾 「殿様と口紅」ほか
- 第10回（1964年） - 有吉佐和子 『香華』
- 第11回（1965年） - 野村尚吾 『戦雲の座』
- 第12回（1966年） - 芝木好子 『夜の鶴』
- 第13回（1967年） - 青山光二 『修羅の人』
- 第14回（1968年） - 船山馨 『石狩平野』

## 選考委員
- 第1回 - 丹羽文雄、石川達三、石坂洋次郎、舟橋聖一、尾崎士郎、井上友一郎、広津和郎、井上靖、小説新潮編集長